# Luv'
Pour les articles homonymes, voir Luv.
Luv' est un trio néerlandais féminin pop/disco/dance ayant classé plusieurs singles et albums à succès dans les hits parades d'Europe Continentale (Benelux, Allemagne, Suisse, Autriche, France, Espagne, Danemark, Norvège, Finlande) ainsi qu'en Afrique du Sud, au Zimbabwe, en Australie, en Nouvelle-Zélande, au Canada, en Argentine et au Mexique à la fin des années 1970 et au début des années 1980. En 1979, ce groupe est le meilleur exportateur de disques néerlandais à l'étranger. En 1981, Luv' se sépare et par la suite effectue plusieurs come-backs . Le groupe a changé de formation à plusieurs reprises et le trio d'origine (Patty Brard, Marga Scheide et José Hoebee) s'est réuni à diverses occasions. La dernière représentation du groupe original remonte au 11 août 2012 à Spaarnwoude lors du Dutch Valley Festival. Deux anciens membres de Luv' ont eu une carrière solo à succès dans leur pays d'origine: Patty en tant que personnalité de la télévision et José en tant que chanteuse. En 2016, Marga, José et Ria Thielsch (qui avait déjà remplacé Patty en 1980) décident de relancer Luv'. En juillet 2017, les dames célèbrent le 40e anniversaire du trio. Le 4 janvier 2019, Luv' annonce le remplacement de Ria Thielsch par la personnalité néerlandaise des médias Chimène van Oosterhout dans le journal quotidien le plus lu aux Pays- Bas De Telegraaf. Le nouveau trio sort un single de latin pop-reggaeton intitulé With Him Tonight en juillet 2019, soit vingt-cinq ans après leur dernier album All You Need Is Luv'. Le 7 février 2020, le management du groupe informe que Luv cesse toutes ses activités en raison du mauvais état de santé de José.

## Carrière

### La création de Luv'
En 1976, vingt ans avant l’avènement des Spice Girls, deux producteurs néerlandais, Hans van Hemert et Piet Souer ont l’idée de créer un trio féminin, en s’inspirant du girl group allemand Silver Convention. Aidés par le manager Han Meijer (plus tard remplacé par Pim Ter Linde), ils enregistrent la bande-son d’un titre : My Man. Ne leur manquent que des choristes. Ils recrutent alors trois jeunes femmes :
- José Hoebee, née le 29 mars 1954 à Best (un village près d’Eindhoven, au sud du pays). Elle a commencé dès le début des années 1970 une carrière de chanteuse professionnelle en constituant avec ses deux sœurs un groupe de folk et country, Elongi, produit par Piet Souer, qui lui propose plus tard de rejoindre Luv'.
- Marga Scheide, mannequin photo et participante à plusieurs concours de beauté dont Miss Holland[4], née le 15 février 1954 à Amsterdam, choisie par casting.
- Patty Brard, née le 25 mars 1955 à Sorong (Nouvelle-Guinée). Elle postule pour un emploi de secrétaire chez Van Hemert qui lui propose aussitôt une carrière dans la chanson.

### Les années fastes (1977-1981)

#### 1977-1978: L'accession à la notoriété
Après les singles My Man (No 12 aux Pays-Bas et classé dans le top 10 belge) et Dream, Dream (qui ne connaît aucun succès) sortis en 1977, Luv' obtient son premier vrai succès au plat pays avec le titre U.O.Me (Welcome To Waldolala). Le titre se classe à la troisième place des Top singles néderlandais et belges.

#### 1978-1981: La carrière internationale de Luv'
Entre 1978 et 1981, les disques suivants (parmi lesquels les simples You're The Greatest Lover et Trojan Horse (chacun vendu à un million d'unités) mais également Casanova et Ooh, Yes I Do), en plus de faire un triomphe au Benelux, sont des réussites à l'export.
Le groupe s'impose ensuite en Allemagne, en Autriche, en Suisse, au Danemark, en Pologne, en Afrique du Sud, au Mexique, en Nouvelle Zélande, au Zimbabwe et dans une moindre mesure en Espagne, en France en Finlande, au Canada et en Australie.
Luv' reçoit le prix export « Conamus » (du nom de l'organisation chargée de la promotion d'artistes pop néerlandais à l'étranger) pour avoir vendu 2,5 millions de disques en 1979 en dehors des Pays-Bas.
Luv' fait le tour des émissions de variétés et se produit en gala dans le monde entier.
En Allemagne, le trio de pop hollandaise est régulièrement invité dans deux shows TV alors importants, Musikladen et Disco, qui reçoivent dans les années 1970 et 1980 des artistes populaires tels que Amanda Lear, Boney M, Abba, Wham, Village People, The Jacksons, Sister Sledge, Chic, Blondie... You’re the greatest lover (vendu à 600 000 exemplaires et disque d'or en République Fédérale) est même utilisé sur la bande-son d’un épisode de la série policière Derrick. Une vingtaine d'années plus tard, cette chanson connaitra un second souffle dans les classements des pays germaniques (N°6 dans le top single allemand en 2000, N°9 en Autriche et N°6 en Suisse) grâce à une reprise dance rebaptisée Latino Lover et interprétée par Loona.
Certaines chansons sont enregistrées en espagnol afin d’étendre l'influence de Luv' aux pays hispanophones. Eres Mi Mejor Amante (la version espagnole de The Greatest Lover) se classe en tête du hit parade espagnol  tandis que Si que si (la version espagnole de Ooh, Yes I do) décroche un disque d’or au Mexique.
Au cours de l'année 1979, quelques changements apparaissent. Tout d'abord, une SARL du nom de Interluv' B.V est créée pour gérer la carrière des chanteuses. Hans Van Hemert, Piet Souer, Pim Ter Linde ainsi que les membres du groupe détiennent chacun des parts de cette société. De plus, les producteurs du trio changent d'éditeur : de Bananas Music ils passent à Roba Music. Ils choisissent une autre maison de disques : du néerlandais Philips (Phonogram), ils passent au label français Carrere.
À l’été 1980, après la sortie du single One more little kissy, Patty Brard quitte subitement le groupe. Un an plus tôt, en juillet 1979, elle avait épousé le présentateur de télévision Ron Brandsteder. Le couple divorce huit mois plus tard. À la suite d'une tournée promotionnelle au Mexique en mai 1980, Patty entame alors une relation avec Carlo Nasi, un producteur de musique italien et l'un des héritiers de l'empire automobile Fiat. Elle s'installe avec lui à Los Angeles. Elle est aussitôt remplacée par un mannequin asiatique et danseuse de limbo de la troupe Ricardo and The Flames : Ria Thielsch (née le 25 août 1951 à Manokwari, Nouvelle-Guinée). Le public a l’occasion de découvrir officiellement Ria lorsque le single My Number One et l'album Forever Yours sortent à l'automne 1980. Ces disques sont une réussite commerciale. Luv' est supposé prendre part à Tokyo au World Popular Song Festival (considéré comme une version asiatique du Concours Eurovision de la chanson) en novembre 1980 en interprétant la chanson Be My Lover Tonight. Les chanteuses annulent leur participation à ce concours et préfèrent se produire dans l'émission télévisée Musikladen en Allemagne.

#### 1981: Séparation du groupe
En mars 1981, le girl group annonce sa séparation à un moment où il projette de partir à la conquête du Japon, de l'Union Soviétique et de l'Australie. Luv' fait ses adieux en août 1981 à la télévision néerlandaise dans le programme Nederland Muziekland sur la chaîne Veronica en interprétant Tingalingaling (qui est commercialisé en single). Cette dernière apparition sur le petit écran est filmée à Spakenburg. Luv' participe également au parc à thèmes Efteling aux Hitkrant's Zomerspelen (une compétition multisports estivale avec des célébrités néerlandaises organisé par le magazine pour adolescents Hitkrant). Par ailleurs, les chanteuses sont supposées se produire à un gala de l'UNICEF en Grèce mais leur participation à ce spectacle est annulée.
Une compilation (Good Bye Luv') sort dans la foulée.
Luv’ s'est avéré être une entreprise prospère qui a vendu plus de 7 millions de disques (tous supports confondus : singles et albums).

### Lesretoursde Luv'

#### 1988: Samen
La formation initiale est provisoirement réunie en 1988 pour une prestation dans le show télévisé de charité néerlandais Samen (« Ensemble »). À la suite de réactions très enthousiastes du public, un come back est alors sérieusement envisagé. On parle même de l'enregistrement d'un nouveau disque avec Stock Aitken Waterman (les producteurs de Kylie Minogue, Rick Astley, Dead or Alive, Sonya, Jason Donovan, Big Fun, Samantha Fox, Lonnie Gordon, Mel & Kim, Bananarama, Donna Summer, entre autres). Ce projet n'aboutit pas.
José annonce en avril 1989 qu'elle ne veut plus faire partie du groupe, souhaitant privilégier sa vie de famille. Patty prend la même décision en août 1989 pour se consacrer à sa carrière télévisuelle.

#### 1989 - 1992: Luv' nouvelle formule
Accompagnée de deux choristes, Michelle Gold et Diana Van Berlo, Marga tente de relancer la carrière de Luv’ sans les producteurs de départ. Le nouveau trio classe le single Welcome To My Party à la 22e place aux Pays-Bas et 28e en Flandres à l'automne 1989 sans jamais atteindre le succès commercial de la première formation. Par la suite, les filles apparaissent aux côtés d'autres groupes hollandais dans le cadre du projet All Stars, visant à aider les enfants du Tiers-Monde avec le single Star Maker.
En 1990, Michelle Gold quitte le groupe et est aussitôt remplacée par Carina Lemoine. Pendant la première guerre du Golfe, Luv’ se produit à Dubaï pour divertir les troupes néerlandaises engagées dans la coalition internationale contre l’armée de Saddam Hussein qui a envahi le Koweït. En 1992, Marga's Luv' (comme les admirateurs du girl group appellent cette mouture) se sépare.

#### 1993 - 1996: Luv' Gold
Grâce au retour en grâce des années disco (Abba, Boney M...), sort en mai 1993 la compilation Luv' Gold qui regroupe les plus grands succès du groupe entre 1977 et 1981. Le lancement de la campagne de promotion de ce best of a lieu à la célèbre discothèque It à Amsterdam, où le groupe d'origine donne un concert mémorable. Le CD réussit à atteindre la 14e place au hit parade néerlandais et y reste classé pendant 18 semaines (Luv' n'ayant plus inscrit d'albums dans le top depuis 1980). Dans le même temps, sort en single un Megamix'93 (N°23 au top 40). Les filles entament une tournée de promotion à travers le Benelux, l'Allemagne et le Danemark. Par la suite, est distribué dans une chaîne néerlandaise de drogueries (Kruidvat) ce qui à ce jour reste le dernier album studio du groupe : All You Need Is Love. Entre 1994 et 1996, les chanteuses effectuent quelques galas. Puis elles se séparent à nouveau.
À partir de la seconde moitié des années 1990, sont distribuées diverses anthologies en Europe néerlandophone et germanophone, sans atteindre la qualité de sélection de Luv' Gold. Il faut attendre 2003 pour voir sortir une compilation correcte, sous la forme d'un double CD chez Universal Music : 25 Jaar Na Waldolala (Cet album propose en bonus des versions espagnoles de quatre singles, ainsi que des titres solo de José et de Marga).

#### 2005 - 2012: Back In Luv'
En avril 2005, Patty Brard, Marga Scheide et José Hoebee donnent un showcase surprise pour le soixantième anniversaire et les quarante ans de métier de leur producteur Hans van Hemert avec des invités du monde du spectacle hollandais triés sur le volet. À cette occasion, elles font la une duTelegraaf et planifient un énième retour.
En 2006 ce groupe qui a précédé les Bananarama et les Spice Girls a un planning chargé : en avril-mai est diffusé sur la chaîne de télévision RTL 5 une série documentaire de télé-réalité sur les coulisses du comeback du trio. Un DVD (Back In Luv') et un coffret de quatre albums studio avec des bonus et des remixes (Completely In Luv') sont en vente. Puis, Luv' participe avec Bobby Farrell (de Boney M) à trois concerts des Toppers (groupe réunissant trois chanteurs populaires aux Pays-Bas : Gerard Joling, René Froger et Gordon) à l’Amsterdam ArenA (stade de l’Ajax Amsterdam réunissant 50 000 spectateurs) les 26, 27 et 28 mai 2006. S'ensuit une série de prestations télévisées et de mini-concerts en discothèques, dans des festivals, des salons professionnels et des fêtes privées jusqu'en 2012. Luv' est à cette époque l'un des rares groupes de la période disco à se produire sur scène avec ses membres d'origine (contrairement à Boney M, Ottawan, The Weather Girls...). Marga annonce dans une interview radio sur NOS la rupture définitive de Luv' en mars 2012. Les trois chanteuses donnent un concert d'adieu le 11 août 2012 à Spaarnwoude lors du Dutch Valley  Festival,.

#### 2015-2018: Résurrection
En mai 2015, la formation de Luv' de 1980-1981 (Marga, José et Ria) participe au lancement du livre The Story of Luv (retraçant les moments forts de leur carrière et comprenant de nombreuses photos inédites) aux Wisseloord Studios à Hilversum. Patty Brard s'oppose à cette publication qui sera rapidement retirée de la vente en raison de problèmes liés aux droits d'auteur de photographes.
En mars 2016, Marga et José annoncent un autre comeback de Luv' dans De Telegraaf. Patty ne fait pas partie de l'aventure et est remplacée à nouveau par Ria Thielsch. Luv' déclare son intention de partir en tournée et d'enregistrer un nouveau répertoire produit par Juan Cristóbal Losada (producteur et auteur-compositeur lauréat de plusieurs Latin Grammy awards aux États-Unis). Le 1er octobre 2016, elles se produisent lors de la soirée Studio 54 au Sportpaleis d'Anvers, en Belgique avec Earth, Wind & Fire experience feat. Al MacKay, Jocelyn Brown et Kate Ryan. En juillet 2017, elles célèbrent le 40e anniversaire du groupe avec leurs fans.

#### 2019: Un changement de formation surprenant
Le 4 janvier 2019, le groupe annonce un changement de formation inattendu dans De Telegraaf: la personnalité des médias Chimène van Oosterhout remplace Ria Thielsch. En juillet 2019, Luv' sort un single de latin pop-reggaeton intitulé With Him Tonight produit par Keith Morrison et Manuel Garrido-Lecca, anciennement nommés aux Latin Grammy Awards.

#### 2020: La fin de Luv'
Le 7 février 2020, Luv' (qui ne s'était plus produit sur scène depuis septembre 2019 en raison du mauvais état de santé de José Hoebee) informe les médias et le public de l'interruption de ses activités.

### 2021-2022: rééditions et remixes
En février 2021, les productions Hans van Hemert et la chaîne YouTube YesterMix présentent l'Uptempo Remix 2021 de "Ooh, Yes I Do" par DJ WR (Wouter Reinders) et DJ BarFeet (Maarten Bervoets). La version espagnole de ce remix, "Si Que Si 2021 (Versión Uptempo)", sort peu de temps après.
L'année 2021 est par ailleurs marquée par la sortie de plusieurs albums et titres sur les plateformes digitales : réédition des albums "All You Need Is Luv" (avril 2021) et "Sincerely Yours" (juin 2021) ainsi que les quatre singles qui en sont extraits (Hasta Mañana, Jungle Jive, The Last Song et He's My Guy) puis le simple "This Old Heart Of Mine" (octobre 2021).
Le 11 février 2022, Cloud 9 Music commercialise le "Kav Verhouzer Remix" de Trojan Horse. Deux jours plus tard, ce remix entre à la dixième place du iTunes Top 100 nééerlandais. Une semaine plus tard, ce titre disparaît de ce classement.

## Luv' dans les charts

### Singles
(meilleure position dans les listes de ventes) :
| Année | Titre                     | Meilleure position dans les charts | Meilleure position dans les charts | Meilleure position dans les charts | Meilleure position dans les charts | Meilleure position dans les charts | Meilleure position dans les charts | Meilleure position dans les charts | Meilleure position dans les charts | Meilleure position dans les charts | Meilleure position dans les charts | Meilleure position dans les charts |
| Année | Titre                     | Europarade                         | NL (Top 40)                        | NL (Nationale Hitparade)           | B (FL)                             | D                                  | CH                                 | AUT                                | DK                                 | FR                                 | SA                                 | MEX                                |
| ----- | ------------------------- | ---------------------------------- | ---------------------------------- | ---------------------------------- | ---------------------------------- | ---------------------------------- | ---------------------------------- | ---------------------------------- | ---------------------------------- | ---------------------------------- | ---------------------------------- | ---------------------------------- |
| 1977  | My Man                    | 19                                 | 12                                 | 10                                 | -                                  | -                                  | -                                  | -                                  | -                                  | -                                  | -                                  |                                    |
| 1978  | U.O.Me                    | 5                                  | 3                                  | 3                                  | 2                                  | -                                  | -                                  | -                                  | -                                  | -                                  | -                                  | -                                  |
| 1978  | You're the Greatest Lover | 5                                  | 1                                  | 1                                  | 1                                  | 1                                  | 1                                  | 2                                  | 1                                  | 37                                 | 15                                 | -                                  |
| 1978  | Trojan Horse              | 3                                  | 1                                  | 1                                  | 1                                  | 3                                  | 2                                  | 2                                  | 1                                  | 38                                 | 17                                 | -                                  |
| 1979  | Casanova                  | 2                                  | 6                                  | 2                                  | 5                                  | 6                                  | 4                                  | 2                                  | 3                                  | -                                  | -                                  | -                                  |
| 1979  | Eeny Meeny Miny Moe       | -                                  | 11                                 | 6                                  | 9                                  | 36                                 | 28                                 | -                                  | 14                                 | -                                  | -                                  | -                                  |
| 1979  | Ooh, Yes I Do             | 10                                 | 5                                  | 4                                  | 5                                  | 27                                 | -                                  | -                                  | 2                                  | 45                                 | -                                  | 1                                  |
| 1980  | Ann-Maria                 | -                                  | 11                                 | 4                                  | 10                                 | 37                                 | -                                  | -                                  | 13                                 | -                                  | -                                  | 3                                  |
| 1980  | One More Little Kissie    | -                                  | 9                                  | 4                                  | 15                                 | 75                                 | -                                  | -                                  | 17                                 | -                                  | -                                  | -                                  |
| 1980  | My Number One             | 15                                 | 5                                  | 4                                  | 5                                  | 60                                 | -                                  | -                                  | -                                  | -                                  | -                                  | -                                  |
| 1981  | Tingalingaling            | -                                  | 29                                 | 15                                 | -                                  | -                                  | -                                  | -                                  | -                                  | -                                  | -                                  | -                                  |
| 1989  | Welcome to my Party       | -                                  | 22                                 | 19                                 | 28                                 | -                                  | -                                  | -                                  | -                                  | -                                  | -                                  | -                                  |
| 1991  | He's My Guy               | -                                  | -                                  | 75                                 | -                                  | -                                  | -                                  | -                                  | -                                  | -                                  | -                                  | -                                  |
| 1993  | Megamix '93               | -                                  | 23                                 | 17                                 | -                                  | -                                  | -                                  | -                                  | -                                  | -                                  | -                                  | -                                  |

### Albums
(meilleure position dans les listes de ventes) :
| Year | Title             | Chart positions      | Chart positions          | Chart positions | Chart positions | Chart positions      |
| Year | Title             | Pays-Bas (LP Top 50) | Pays-Bas (Album Top 100) | Allemagne       | Autriche        | Danemark             |
| ---- | ----------------- | -------------------- | ------------------------ | --------------- | --------------- | -------------------- |
| 1978 | With Luv          | 6                    | -                        | 50              | 15              | 16 (Year-end charts) |
| 1979 | Lots Of Luv       | 7                    | -                        | 39              | 13              | 17 (Year-end charts) |
| 1979 | True Luv          | 13                   | -                        | -               | -               | -                    |
| 1980 | Forever Yours     | 13                   | -                        | -               | -               | -                    |
| 1993 | Luv' Gold         | 14                   | 9                        | -               | -               | -                    |
| 2006 | Completely In Luv | -                    | 95                       | -               | -               | -                    |

### Sources des classements
- Classements néerlandais : (nl) Stichting Nederlandse Top 40, Megacharts/Media Control & Gfk International
- Classements belges/flamands : (nl) BRT Top 30/Radio 2 Top 30
- Classements allemands : (de) Moteur de recherche-Musikmarkt/Media Control
- Classements suisses : (en) Swisscharts.com
- Classements autrichiens : (de) Austriancharts.com
- Classements français: (fr) Hit Parade RTL [31]
- Classements danois : BT Hitlisten
- Classements sud-africains : (en) www.rock.co.za

## Les récompenses et certifications de Luv'
- Pays-Bas:
  - 1978: U.O.Me, You're The Greatest Lover et Trojan Horse : singles d'or et de platine[32]
  - 1978: Veronica Top 40 Awards pour avoir atteint la première place des charts singles avec You're The Greatest Lover et Trojan Horse
  - 1979: With Luv’ et Lots Of Luv’ : albums d'or et de platine
  - 1979: Prix export Conamus (organisme chargé de l'exportation du disque néerlandais) pour avoir vendu 2,5 millions de singles et d'albums en 1979 en dehors des Pays-Bas.
  - 1980: True Luv' et Forever Yours : albums d’or
- Belgique:
  - 1979:  You’re the Greatest Lover et Trojan Horse: singles d'or et de platine[33]
- Allemagne:
  - 1979: You're The Greatest Lover : single d'or (avec 600 000 unités vendues)[34]
- Autriche:
  - 1979: You’re The Greatest Lover et Trojan Horse:  singles d’or[35]
  - 1979: With Luv et Lots of Luv: albums d'or
- Danemark:
  - 1979: With Luv et Lots of Luv: albums d'or
- Mexique:
  - 1980: Si Que Si (version espagnole de Ooh Yes I Do): disque d'or

## Les contrats de Luv'
Luv' s'est inspiré de l’exemple du groupe suédois Abba qui a signé des contrats de distribution avec différentes maisons de disques dans chaque pays.
En Europe, Luv' est lié contractuellement avec Philips (label de la major PolyGram, à l’époque la division ‘musique’ du groupe Philips) de 1977 à 1979.
Puis le groupe signe un contrat d’un million de florins néerlandais avec le label français Carrere qui distribue de 1979 à 1981 ses disques.
Au moment de changer de maison de disques, les filles font de même avec leur éditeur musical. Elles quittent Bananas Music au profit de Roba Musik Verlag.
De plus, les albums et les singles de Luv' sont commercialisés au Japon par WEA, par Privat Stock au Royaume-Uni et par les labels West et Meteor en Turquie. Le groupe n'a pas de succès dans ces contrées.
Les disques du girl group sont également disponibles en Pologne, en Australie, en Nouvelle-Zélande, en Chine, en Équateur, en Argentine, au Mexique (sur le label Discos Musart), au Zimbabwe et en Afrique du Sud. Au total, il existe quatre-vingt sept pressages de disques dans une trentaine de pays.
Un autre aspect à ne pas négliger est la création en 1979 de la SARL Interluv' (chargée du business des trois chanteuses). Deux ans plus tard, le trio se sépare et met un terme à ses contrats.
En 1989, lorsque Marga Scheide décide de relancer un Luv' ‘nouvelle formule’, elle signe un contrat Dureco/High Fashion Records qui sort le mini-album For You puis plus tard un autre contrat avec RCA/BMG pour le LP Sincerely Yours. Les disques de la nouvelle formation sont distribués dans un nombre limité de pays (Benelux, pays germaniques et Japon).
Pour le retour du Luv' initial en 1993, Arcade Records sort la compilation Luv’ Gold. Puis, le dernier album studio des dames All You Need Is Luv’ est distribué par le label indépendant Roman Disc et uniquement disponible dans une chaîne de drogueries (Kruidvat).
Actuellement, le back catalogue (patrimoine sonore du groupe) est la propriété des productions Hans van Hemert et de la filiale néerlandaise d'Universal Music.

## Discographie et vidéographie
- Discographie et vidéographie de Luv'